# Tasersuaq
Tasersuaq är en sjö i Grönland (Kungariket Danmark).   Den ligger i kommunen Kujalleq, i den södra delen av Grönland, 500 km sydost om huvudstaden Nuuk. Arean är 3,3 kvadratkilometer. Den sträcker sig 3,1 kilometer i nord-sydlig riktning, och 2,6 kilometer i öst-västlig riktning. Trakten runt Tasersuaq består i huvudsak av gräsmarker.
Staden Qaqortoq (3 224 invånare) ligger nära sjön. 